# Quantic Dream
Quantic Dream är en fransk datorspelsutvecklare, grundat år 1997 av David Cage och som är baserad i Paris. Företaget ger också ut motion capture-tjänster för filmer och datorspel, som företaget är specialiserat på.

## Spel
| Titel                 | År        | Plattform                                             |
| --------------------- | --------- | ----------------------------------------------------- |
| The Nomad Soul        | 1999/2000 | Sega Dreamcast, Microsoft Windows                     |
| Fahrenheit            | 2005/2007 | Microsoft Windows, Playstation 2, Xbox, Playstation 4 |
| Heavy Rain            | 2010      | Playstation 3, Playstation 4, Microsoft Windows       |
| Beyond: Two Souls     | 2013      | Playstation 3, Playstation 4, Microsoft Windows       |
| Detroit: Become Human | 2018      | Playstation 4, Windows                                |